# Voices for Freedom
Voices for Freedom (VFF) es un grupo de defensa de la antivacunación en Nueva Zelanda que se formó en diciembre de 2020 para oponerse a las políticas de mitigación del COVID-19 del Gobierno de Nueva Zelanda y al despliegue de la vacunación. La organización está fundada y dirigida por la bloguera de alimentos y excandidata de Advance New Zealand Claire Deeks, Libby Johnson y Alia Bland. Voices for Freedom ha sido criticada por NZ Skeptics, la editora de The Spinoff, Madeleine Chapman, y "FACT Aotearoa" por difundir información errónea sobre el COVID-19 y las vacunas.

## Liderazgo y estructura
Voices for Freedom fue fundada en diciembre de 2020 por la bloguera que trata sobre los alimentos y excandidata de Advance New Zealand Claire Deeks, Libby Johnson y Alia Bland como "una organización no política centrada en la protección de los derechos humanos fundamentales de los neozelandeses, con un enfoque particular en la libertad de expresión, la libertad de salud/médica y todas las libertades atacadas por una respuesta excesivamente entusiasta y opresiva de la Covid-19." 
Al 15 de agosto de 2022, VFF afirmó tener 100.000 miembros El grupo mantenía el contacto con sus miembros a través de su sitio web, su boletín de noticias por correo electrónico, su canal de Telegram y sus seminarios web "Freedom TV".

## Actividades

### Producción de comunicaciones
En marzo de 2021, Voices for Freedom se asoció con el partido Advance NZ para distribuir una revista llamada The Real News que promueve teorías de conspiración sobre la pandemia de COVID-19 y las vacunas, utilizando fuentes desacreditadas basadas en Internet. The Real News es una publicación del director y accionista de Full Courts Press, Jonathan Eisen, y su esposa Katherine Smith, cuya compañía también ha publicado el pseudocientífico The New Zealand Journal of Natural Medicine y la revista Uncensored, que promueve la teoría de la conspiración. El 12 de marzo, se habían distribuido al menos 60.000 ejemplares de la revista en los buzones de correo. En mayo de 2021, VFF y Advance NZ habían recaudado 10 000 dólares neozelandeses para imprimir y distribuir 60 000 copias de The Real News. Al mes siguiente, se distribuyó un segundo número de The Real News.
A fines de abril de 2021, Voices for Freedom distribuyó un 'Kit de supervivencia de respuesta a la COVID' de 29 páginas que cuestionaba la seguridad de las vacunas contra la COVID-19 y minimizaba el peligro que representa el SARS-CoV-2. En respuesta, la científica biológica de la Universidad de Waikato, Alison Campbell, y la de la Universidad de Auckland, Helen Petousis-Harris, criticaron el panfleto por difundir desinformación y propaganda que no se ajustaba a las normas de escrutinio.
A mediados de mayo de 2021, Deeks afirmó que la VFF había recaudado 50.000 dólares neozelandeses para imprimir dos millones de "folletos informativos" sobre el virus que pretendía distribuir por todo el país. En respuesta, el microbiólogo clínico e inmunólogo de la Universidad de Otago, James Ussher, criticó los folletos por difundir desinformación sobre la vacuna COVID-19 de Pfizer-BioNTech. Por su parte, el abogado Mark von Dadelszen advirtió que no había que hacer donaciones a Voices for Freedom, ya que no era una organización benéfica registrada ni una sociedad constituida con una estructura formal.
A finales de julio de 2021, Voices for Freedom fue expulsada de la plataforma de redes sociales Facebook por difundir información errónea relacionada con la pandemia de COVID-19. Antes de la prohibición, la página de Facebook de VFF había atraído a 12.000 seguidores. En respuesta, el cofundador Bland afirmó que Facebook les había silenciado ya que llegaban a medio millón de personas cada mes y alegó que el Gobierno y los principales medios de comunicación estaban difundiendo información errónea sobre la COVID-19
A principios de agosto de 2021, el VFF publicó una serie de anuncios en las cuatro vallas publicitarias digitales de LUMO Digital Outdoor en Auckland en los que se pedía que se presentaran alegaciones a la legislación sobre la incitación al odio del Gobierno. Dos de estas vallas digitales estaban situadas en el exterior de la oficina de Auckland de la emisora pública Radio New Zealand. Debido a las controvertidas opiniones del grupo y a la desinformación sobre COVID-19, los anuncios de Voice for Freedom fueron retirados.
El 28 de abril de 2022, la Advertising Standards Authority (ASA) dictaminó que tres vallas publicitarias de Voices for Freedom que se oponían a las mascarillas y a la vacunación habían infringido la normativa publicitaria sobre responsabilidad social, presentación veraz y publicidad de promoción. Sin embargo, la ASA no aceptó una queja contra un cuarto cartel publicado en febrero de 2022 que destacaba a un hombre de Dunedin que había muerto por una reacción adversa a una vacuna a finales de 2021.
El 27 de mayo de 2022, la ASA ordenó la retirada de otro anuncio de la VFF en el que se cuestionaba el esfuerzo de vacunación del Gobierno, por considerar que infringía las directrices publicitarias sobre responsabilidad social y representación veraz. Era la tercera vez que el organismo de control de la publicidad se pronunciaba en contra de los anuncios de la organización
A mediados de agosto de 2022, el VFF había desarrollado un sitio web, boletines de correo electrónico, un canal de Telegram y un canal de vídeo llamado "Freedom TV" en una plataforma de streaming de extrema derecha. Todo ello se utilizó para coordinar el activismo local y difundir desinformación antivacunas.

### Certificados de vacunas
El 3 de noviembre de 2021, Voices for Freedom anunció un acto en la escuela Newbury de Palmerston North para las personas que buscaban la exención de la vacuna. La escuela, posiblemente con el apoyo del Ministerio de Educación, retiró entonces el permiso para que VFF utilizara sus instalaciones, lo que provocó la cancelación del evento. Las publicaciones en las redes sociales que promovían el evento afirmaban que "profesionales registrados" vendían certificados de vacunación por 10 dólares para los individuos y 20 dólares para las familias. El 1 de noviembre se había celebrado un acto similar de firma de exenciones de vacunas en una iglesia adventista del séptimo día en Palmerston North. En respuesta, el ministro de Respuesta a la COVID-19, Chris Hipkins, anunció que el Gobierno establecería un sistema centralizado para aprobar las exenciones de vacunas y aclaró que vender o regalar certificados de vacunación era ilegal.

### Protestas
Voices for Freedom organizó varias protestas en Nueva Zelanda en 2021 y 2022. El 6 de noviembre de 2021, entre 20 y 30 simpatizantes encabezados por la coordinadora de Dunedin, Tracey Pita, organizaron una protesta en la calle Cumberland de Dunedin, cerca del campus de Dunedin de la Universidad de Otago. Se opusieron a los mandatos de vacunación del Gobierno para los trabajadores de la sanidad, la educación y los centros penitenciarios.
El 9 de noviembre de 2021, VFF organizó una marcha contra el mandato de las vacunas en Invercargill, que atrajo a entre 150 y 300 participantes. Los manifestantes marcharon desde el Invercargill War Memorial hasta la oficina electoral de la diputada de la lista laborista Liz Craig.
El 10 de diciembre de 2021, varios manifestantes de Voices for Freedom participaron en una marcha de protesta en Auckland junto con los que sostenían banderas de las Tribus Unidas de Nueva Zelanda y los que se oponían al Partido Comunista de China. Después de reunirse en el Dominio de Auckland para los discursos, los participantes marcharon a la Casa de Gobierno, la residencia en Auckland del Gobernador General de Nueva Zelanda.
El 8 de enero de 2022, la VFF organizó una manifestación contra la vacunación y el confinamiento en Whanganui. La diputada del Partido Nacional, Harete Hipango, asistió a la protesta y publicó una foto en las redes sociales de ella misma en la manifestación junto con una segunda publicación en la que criticaba la etiqueta de 'antivacunas' y 'desinformadora'. Después de una discusión con el líder del Partido Nacional, Christopher Luxon, Hipango eliminó la publicación y Luxon emitió una declaración de que las opiniones del grupo no se alineaban con la posición del Partido Nacional sobre los problemas de COVID-19.
Voices for Freedom participó en las protestas de Wellington de 2022. El 16 de febrero de 2022, el periodista de Stuff Glenn McConnell informó que la propaganda del grupo se veía con frecuencia en el campamento de protesta frente al Parlamento de Nueva Zelanda.
El 23 de febrero, varios manifestantes de VFF abuchearon a la primera ministra Jacinda Ardern durante su visita a Westport.

### Presuntas organizaciones de tapadera
Según la periodista de The Spinoff Madeleine Chapman y FACT Aotearoa, la coordinadora local de Wairarapa de Voices for Freedom, Deborah Cunliffe, había establecido una organización de tapadera llamada "Nurses for Freedom NZ" (NZFF). Si bien Cunliffe afirmó que los dos grupos no están relacionados, reconoció que VFF apoyó el trabajo de NZFF. El grupo difundió información errónea, desinformación y teorías de conspiración sobre el Nuevo Orden Mundial en su canal de Telegram. A pesar de afirmar representar a 700 enfermeras y asistentes de atención médica, Paparoa (que investiga la extrema derecha en Nueva Zelanda) descubrió que el grupo solo tenía diez enfermeras registradas en su lista de miembros. El 28 de junio de 2022, la NZFF organizó protestas frente a los hospitales de 12 centros importantes, incluida la región de Hawke's Bay, en las que se pedía al Gobierno que levantara el requisito del mandato de vacunación para las enfermeras.
El 18 de agosto de 2022, la periodista de Stuff Andrea Vance informó de que una entidad electoral con sede en Northland, llamada "Sovereign", se presentaba al Consejo de Distrito de Far North. Aunque el grupo negó estar relacionado con Voices for Freedom, compartía varias características, como la difusión de desinformación sobre COVID-19 y la oposición a las vacunas COVID-19. Además, el grupo se ha opuesto a las políticas de cambio climático del Gobierno, a los acuerdos de cogestión, al programa de reforma de las Tres Aguas y a la fluoración del agua. El grupo "Sovereign", compuesto por ocho miembros, fue fundado por Joshua Riley y, al parecer, se inspiró en el movimiento ciudadano soberano estadounidense.
Otra supuesta organización tapadera es UnifyNZ, con sede en Auckland, cuya misión declarada es crear "conciencia regional sobre temas críticos y de gran actualidad". El grupo está dirigido por la ex coordinadora del VFF en Warkworth, Teresa Gibson, que ha negado que los dos grupos estén formalmente conectados, pero ha reconocido que había personas con afiliaciones coincidentes en ambas organizaciones. El 30 de julio de 2022, UnifyNZ organizó una reunión pública para oponerse al cogobierno, a la que asistieron el concejal del distrito de Rodney, Greg Sawyers, el concejal del distrito de Albany, John Watson, el administrador de Hobson's Pledge, Casey Costello, y el líder de Groundswell NZ, Scott Bright. En agosto de 2022, el líder de New Zealand First, Winston Peters, intervino en otra reunión de UnifyNZ en la que se opuso al cogobierno. UnifyNZ también ha organizado reuniones públicas en septiembre de 2022 tituladas "Cómo la Organización Mundial de la Salud, el Foro Económico Mundial y (los gestores de inversiones) BlackRock y Vanguard están conectados internacionalmente" y "Cómo la Agenda 2030 de la ONU y las "políticas de energía verde" sobre los alimentos, el transporte, la agricultura y la calefacción están afectando a los kiwis".

### Campaña electoral y entrismo
A mediados – agosto de 2022, Stuff and the Guardian Australia informó que Voices for Freedom había pedido a sus miembros que se presentaran como candidatos en las elecciones locales de Nueva Zelanda de 2022 con la intención de infiltrarse en los organismos gubernamentales locales para hacer que Nueva Zelanda fuera "ingobernable" a nivel de gobierno local. Los candidatos de VFF recibieron instrucciones de ocultar su afiliación al grupo cuando se presentaran como candidatos. La Dra. Mona Krewel, politóloga de la Universidad Victoria de Wellington, expresó su preocupación de que los candidatos de VFF tuvieran buenas posibilidades de ser elegidos si la participación electoral era baja y debido a la baja cantidad de candidatos que se postulaban para puestos en el gobierno local. De manera similar, la investigadora de la Universidad de Otago y líder de investigación del Proyecto de desinformación, la Dra. Sanjana Hattotuwa, expresó su preocupación por el hecho de que los candidatos afiliados al VFF ocultasen su verdadera agenda y tratasen de hacer que Nueva Zelanda fuese "ingobernable".
Entre los candidatos más destacados del VFF se encontraban Gill Booth y el ganadero de Southland Jaspreet Boparai, que afirmaba que los ayuntamientos seguían las órdenes de la Agenda 2030 de las Naciones Unidas. Booth se presentó a la Junta Comunitaria de Teviot Valley, mientras que Boparai se presentó al Consejo de Distrito de Southland y a la Junta Comunitaria de Tuatapere Te Waewae. El Otago Daily Times también informó de que los coordinadores del VFF en Dunedin, Watson y Tracey Pita, se presentaban para el Consejo Regional de Otago, el Consejo Municipal de Dunedin y la Junta Comunitaria de Saddle Hill, respectivamente. Además, otros candidatos del VFF se habían presentado a varios puestos en el consejo municipal, la alcaldía y la junta comunitaria de Dunedin.
El 16 de agosto, Stuff informó que cinco candidatos afiliados a VFF se postulaban para el Ayuntamiento de Christchurch, incluidos Sally Cogle, Colleen Farrelly, Mike Wilson, Rob Gray y Don Cross. Cogle describió el COVID-19 como una versión de la gripe y afirmó que las vacunas contra el COVID-19 eran "veneno". Cogle afirmó que ella y sus compañeros candidatos se presentaban como independientes. El ex policía Wilson ha cuestionado la obligación de las mascarillas y las vacunas.
El 18 de agosto, The New Zealand Herald informó de que Voices for Freedom estaba animando a sus seguidores a presentarse a las funciones y puestos clave de la Comisión Electoral para las próximas elecciones generales de Nueva Zelanda, incluidos los gestores electorales. El cofundador Deeks afirmó que muchos neozelandeses estaban preocupados por el "declive general" de la democracia. En respuesta, la ministra de Justicia, Kiri Allan, expresó su preocupación por el hecho de que las fuerzas políticas quisieran intervenir en las elecciones neozelandesas y declaró que el personal electoral debía actuar sin prejuicios. El funcionario electoral jefe, Karl Le Quesne, añadió que la Comisión Electoral disponía de mecanismos que incluían la presentación de solicitudes por escrito, entrevistas de trabajo y controles de referencia para garantizar que sólo se contrataba a trabajadores cualificados.
El 22 de agosto, el Taranaki Daily News informó que el jefe de operaciones nacionales de VFF, Tane Webster, se postulaba para un puesto en el Consejo del Distrito de New Plymouth (NPDC). Otros candidatos del NPDC, incluidos Murray Chong, la concejala en ejercicio Anneka Carlson, Monica Hylton y Caro McKee, habían participado en protestas contra la vacunación y el confinamiento, pero afirmaron que no estaban afiliados a Voices for Freedom.
El 26 de agosto, la candidata a alcaldesa de Hamilton y colíder del Partido NZ Outdoors &amp; Freedom, Donna Pokere-Phillips, negó que estuviera vinculada a Voices for Freedom. Pokere-Phillips había compartido previamente contenido de vacunación contra el COVID en las redes sociales y apareció en la plataforma contra la vacunación Counterspin Media . Además, Pokere-Phillips se había opuesto al programa de reforma de las Tres Aguas del Gobierno.
El 27 de agosto, Stuff informó de que la candidata al Ayuntamiento de Nelson, Zoe Byrne, tenía vínculos con Voices for Freedom. Byrne había entregado boletines de noticias para el grupo y habló en su Festival de Resiliencia en el recinto ferial A&P de Richmond el 20 de agosto. Byrne también está afiliada a un organismo electoral local llamado Alianza de Ciudadanos de Nelson, que se ha opuesto al programa de reforma de las Tres Aguas del Gobierno y al establecimiento de una circunscripción maorí en el Ayuntamiento de Nelson. En junio de 2022, el VFF apoyó a la Alianza Ciudadana de Nelson en un boletín informativo. En respuesta, el portavoz de la Alianza Ciudadana de Nelson, Peter Rait, declaró que desconocía la afiliación de Byrne a la VFF.
El 28 de agosto, Stuff informó de que varios activistas de Groundswell NZ, entre ellos la convocante de Whangārei, Tracy Thomasson, y James Wolfen Duvall, eran también miembros de Voices for Freedom. Thomasson se presentó como candidata al Consejo de Distrito de Whangārei y también había compartido publicaciones en las redes sociales en las que expresaba un sentimiento antivacunas, promocionaba el grupo de extrema derecha Counterspin Media y apoyaba la ocupación del Parlamento por parte de los manifestantes antivacunas. Duvall también se presentó como candidata a la circunscripción de Golden Bay del Consejo de Distrito de Tasmania. En respuesta, el cofundador de Groundswell, Bryan McKenzie, declaró que estas personas no representaban los valores de Groundswell y añadió que Groundswell había roto sus vínculos con Thomasson.
A mediados de septiembre de 2022, Stuff informó de que Voices for Freedom había contratado a la excandidata del Partido Verde y profesional de las relaciones públicas Natalie Cutler-Welsh para que instruyera a sus candidatos sobre la campaña electoral, el manejo de las redes sociales, la mensajería y el trato con los periodistas. Además, la cofundadora Deeks confirmó que había contratado a la canadiense-neozelandesa Cutler-Welsh para que impartiera seminarios en línea sobre comunicación y gestión del comportamiento en las redes sociales y en Internet.